# Our House (Crosby, Stills, Nash & Young-Lied)
Our House ist ein Song des britischen Singer-Songwriters Graham Nash, der 1970 von der Gruppe Crosby, Stills, Nash & Young auf ihrem Album Déjà Vu veröffentlicht wurde. Die Single erreichte Platz 30 der Billboard Hot 100 und Platz 20 bei der Zeitschrift Cashbox. Das Lied, das als „Lobgesang auf die häusliche Seligkeit der Gegenkultur“ gilt, entstand, als Nash mit Joni Mitchell in deren Haus im Laurel Canyon zusammenlebte.

## Entstehung

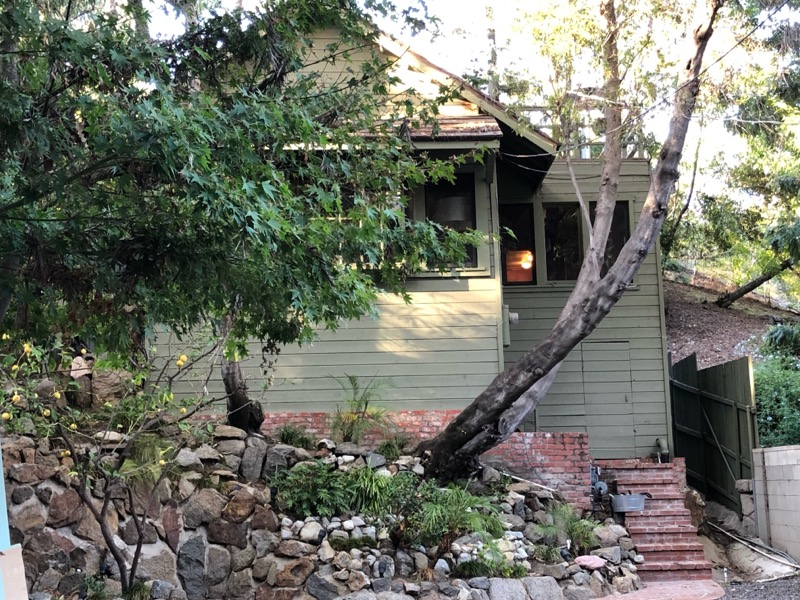
Laurel Canyon, 8217 Lookout Mountain Avenue, Joni Mitchells Haus 1969 bis 1974 (2022)

Im Oktober 2013 erzählte Graham Nash in einem Interview mit der Journalistin Terry Gross, dass der Song nach einem Einkaufsbummel im San Fernando Valley entstand:

„Es gibt da einen Feinkostladen am Ventura Boulevard, Art’s Deli, wo Joan und ich oft frühstücken waren. Auf dem Weg zurück zum Auto kamen wir an einem kleinen Antiquitätenladen mit einer wunderschönen Vase im Fenster vorbei, die Joni gefiel. […] jedenfalls hat sie sich die Vase gekauft. […] Als wir wieder nach Hause kamen, sagte ich: ‚Weißt du was, sei so lieb und stell ein paar Blumen rein, ich mache inzwischen Feuer im Kamin, irgendwie wird’s ein bisschen kühl.‘ Und dann begann ich zu überlegen: Weißt du was, diese Häuslichkeit, einfach unglaublich. […] Und so setzte ich mich eben ans Klavier, und eine Stunde später stand ‚Our House‘. Es war einfach unglaublich.“

## Coverversionen
Von dem Song erschienen mehrere Coverversionen, darunter von Helen Reddy, Phantom Planet und Sheena Easton.